# Anamaria Pop
Anamaria Pop (Papp Annamária) (Keresztes, 1952. április 7. – Dunaújváros, 2015. július 7.) román író, műfordító, számos kortárs magyar szerző román fordítója.

## Élete
Gyerekkorában a családban románul beszéltek, de nagyszüleivel mindig magyarul beszélt. Később apja (akiről felnőtt korában megtudta, hogy szintén magyar származású volt) megtiltotta, hogy magyarul beszéljen anyjával. Felnőtt korában ismét megtanult magyarul. Tanulmányait Bukarestben végezte újságírás szakon. Bukarestben politikai okokból zaklatták, ezért Szatmárnémetibe költözött, ahol újságíróként dolgozott, és elkezdett fordítani magyarról románra. A Pro Európa Liga szatmárnémeti fiókjának alapító tagja lett, s a liga társelnökeként és programigazgatójaként is tevékenykedett. Ezután Magyarország bukaresti kulturális központjának tanácsosa volt, később pedig a budapesti Román Kulturális Központ igazgatójaként működött. 2001-től szabadfoglalkozású író, műfordító volt, magyarról románra és románról magyarra fordított. Élete végén Magyarországon lakott.
A Román Írószövetség, a magyar Szépírók Társasága és a Magyar Műfordítók Egyesülete tagja volt.

## Munkássága
Könyvei
- 1999: Trăgătorul la ţintă (A céllövő) – versek, Paralela 45 Kiadó, Piteşti
- 1983: Coridă (Bikaviadal) – versek, Eminescu Kiadó, Bukarest
- 1980: Pasul corbilor (Hollók hágója) – versek, Eminescu Kiadó, Bukarest
- 1972: Castelul din siclame albe (A fehér ciklámenek kastélya) – versek, Albatros Kiadó, Bukarest

Versei antológiákban
- 1984: Questions at the turn of the millennium – Contemporary romanian poetry, Eminescu Kiadó, Bukarest
- 1982: Romanian Poems – An anthology of verse selected and translated by Dan Duţescu, Eminescu Kiadó, Bukarest

Fordításai románra
- 2010: Esterházy Péter: La început eram încă un om normal – Dialog cyberspaţial între Iolanda Malamen şi Péter Esterházy (Kezdetben egy normális ember voltam − Iolanda Malamen beszélget Esterházy Péterrel a cyberspace-ben), Curtea Veche Kiadó, Bukarest
- 2010: Nádas Péter: Rănile bătrânului continent (Az öreg kontinens sebei) − esszéválogatás, Curtea Veche Kiadó, Bukarest
- 2009: Esterházy Péter: Rubens şi femeile neeuclidiene (Rubens és a nemeuklideszi asszonyok) – drámakötet, Curtea Veche Kiadó, Bukarest
- 2009: Esterházy Péter: Cartea lui Hrabal (Hrabal könyve), Paralela 45 Kiadó, Piteşti
- 2009: Esterházy Péter: Privirea contesei Hahn-Hahn (Hahn-Hahn grófnő pillantása), Paralela 45 Kiadó, Piteşti
- 2008: Márai Sándor: Turneu la Bolzano (Vendégjáték Bolzanóban), Curtea Veche Kiadó, Bukarest
- 2008: Esterházy Péter: Ediţie revăzută (Javított kiadás), Curtea Veche Kiadó, Bukarest
- 2008: Esterházy Péter: Harmonia cælestis (Harmonia cælestis), Curtea Veche Kiadó, Bukarest
- 2007: Bitó László: Eutelia – Eutanasia: o viaţă mai fericită – o moarte demnă (Boldogabb élet – jó halál: eutelia-eutanázia), tanulmány, Curtea Veche Kiadó, Bukarest
- 2006: Márai Sándor: Moştenirea Eszterei (Eszter hagyatéka), Curtea Veche Kiadó, Bukarest
- 2006: Bartis Attila: Tihna (A nyugalom), Paralela 45 Kiadó, Piteşti
- 2006: Thuróczy Katalin: Anotimpul V (V Évszak), drámakötet, Unitext Kiadó, Bukarest
- 2004: Márai Sándor: Lumânările ard până la capăt (A gyertyák csonkig égnek), Humanitas Kiadó, Bukarest
- 2004: Kertész Imre: Drapelul englez (Az angol lobogó), Humanitas Kiadó, Bukarest
- 2004: Kertész Imre: Altcineva (Valaki más), Humanitas Kiadó, Bukarest
- 2004: Méhes György: Gina (Gina), Institutul European Kiadó, Iaşi
- 2003: Szabó Magda: Abigél (Abigél), Institutul European Kiadó, Iaşi
- 2002: Pomogáts Béla: Reconstruirea podurilor – maghiarii şi românii (Épülő hidak – magyarok és románok), Pont Kiadó, Budapest
- 2002: Esterházy Péter: O femeie (Egy nő), Humanitas Kiadó, Bukarest; második, javított kiadás: 2008, Curtea Veche Kiadó, Bukarest
- 2001: Bitó László: Cheile Raiului – Avraam şi Isaac Învăţăturile lui Isaac (Ábrahám és Izsák – Izsák tanításai), Paralela 45 Kiadó, Piteşti
- 2001: Nádas Péter: Sfârşitul unui roman de familie (Egy családregény vége), Polirom Kiadó, Iaşi
- 1999: Szőcs Géza: Rănită, sepia (Megsebzett tintahal), Seara Kiadó, Bukarest
- 1999: Kukorelly Endre: Malul-Memoria (Memória Part), Pont Kiadó, Budapest
- 1998: Göncz Árpád: Moştenirea (Örökség), Dacia Kiadó, Kolozsvár
- 1997: Esterházy Péter: Verbele auxiliare ale inimii (A szív segédigéi), Institutul European Kiadó, Iaşi; második, javított kiadás: 2007, Curtea Veche Kiadó, Bukarest
- 1994: Cumpăna 1 (Mérleg 1), Korunk c. folyóirat által kiadott antológia, Korunk Kiadó, Kolozsvár
- 1988: Hervay Gizella: Amprente (Ujjlenyomatok), Kriterion Kiadó, Bukarest

Ezen kívül fordított színdarabokat magyarról románra és románról magyarra.

## Díjai, ösztöndíjai
- 2010: Román Írószövetség (kolozsvári részlege) Fordító Díja − Esterházy Péter: Hrabal könyve, Hahn-Hahn grófnő pillantása c. regények, valamint Rubens és a nemeuklideszi asszonyok c. drámakötet fordításáért
- 2009: Román Írószövetség Fordító Díja − Esterházy Péter: Harmonia cælestis c. regény fordításáért, Bukarest
- 2004: Erdélyi Magyar Írok Ligája – Szindbád Díj, Kolozsvár
- 2004: Magyar Pen Club – Kosztolányi-díj, Budapest
- 1998-2010: Magyar Fordító Ház – ösztöndíj, Balatonfüred
- 2002, 1992: Füst Milán–ösztöndíj, Budapest
- 1998: Déry Tibor Díj − Esterházy Péter: A szív segédigéi c. regény fordításáért
- 1994: Soros Alapítvány – ösztöndíj, Bukarest